# Bibbona
Bibbona ist eine italienische Gemeinde mit 3201 Einwohnern (Stand 31. Dezember 2023) in der Provinz Livorno in der Region Toskana.

## Geografie
Bibbona liegt 80 m über dem Meeresspiegel südlich des Val di Cecina (Tal des Flusses Cecina). Die Gemeinde umfasst ein Gebiet von etwa 65 km².
Zu den Ortsteilen gehören La California und Marina di Bibbona. Die Nachbargemeinden sind Casale Marittimo (PI), Castagneto Carducci, Cecina, Guardistallo (PI), Montecatini Val di Cecina (PI) und Monteverdi Marittimo (PI).

## Geschichte
Der Ort in Hügellage war bereits im Frühmittelalter ein sehr wichtiger und mit starken Festungsanlagen geschützter Ort. Aus der Etruskerzeit stammen zahlreiche Gräber und einige Funde. Höchstwahrscheinlich war der Hügel damals schon besiedelt. Belegt ist die Besiedelung während der Römerzeit.
Im Frühmittelalter waren Stadt und Festung im Besitz der Familie Gherardesca. Dieses Besitzverhältnis wurde sehr viel später von Papst Innozenz III. im 12. Jahrhundert bestätigt.
Danach wechselten die Besitzverhältnisse zwischen den freien Städten Volterra, Pisa und Florenz.

## Sehenswürdigkeiten
Der Ortskern bewahrte über weite Strecken den Baubestand des Mittelalters und der frühen Neuzeit. Mehrere Kirchen aus dem Mittelalter und einige Befestigungsteile und Türme sind noch heute zu sehen. Unter anderem der Torre di Bibbona, welcher ein wesentlicher Teil der Befestigungsanlagen war.
Westlich von Bibbona liegen die Badeorte Forte di Bibbona und Marina di Bibbona.

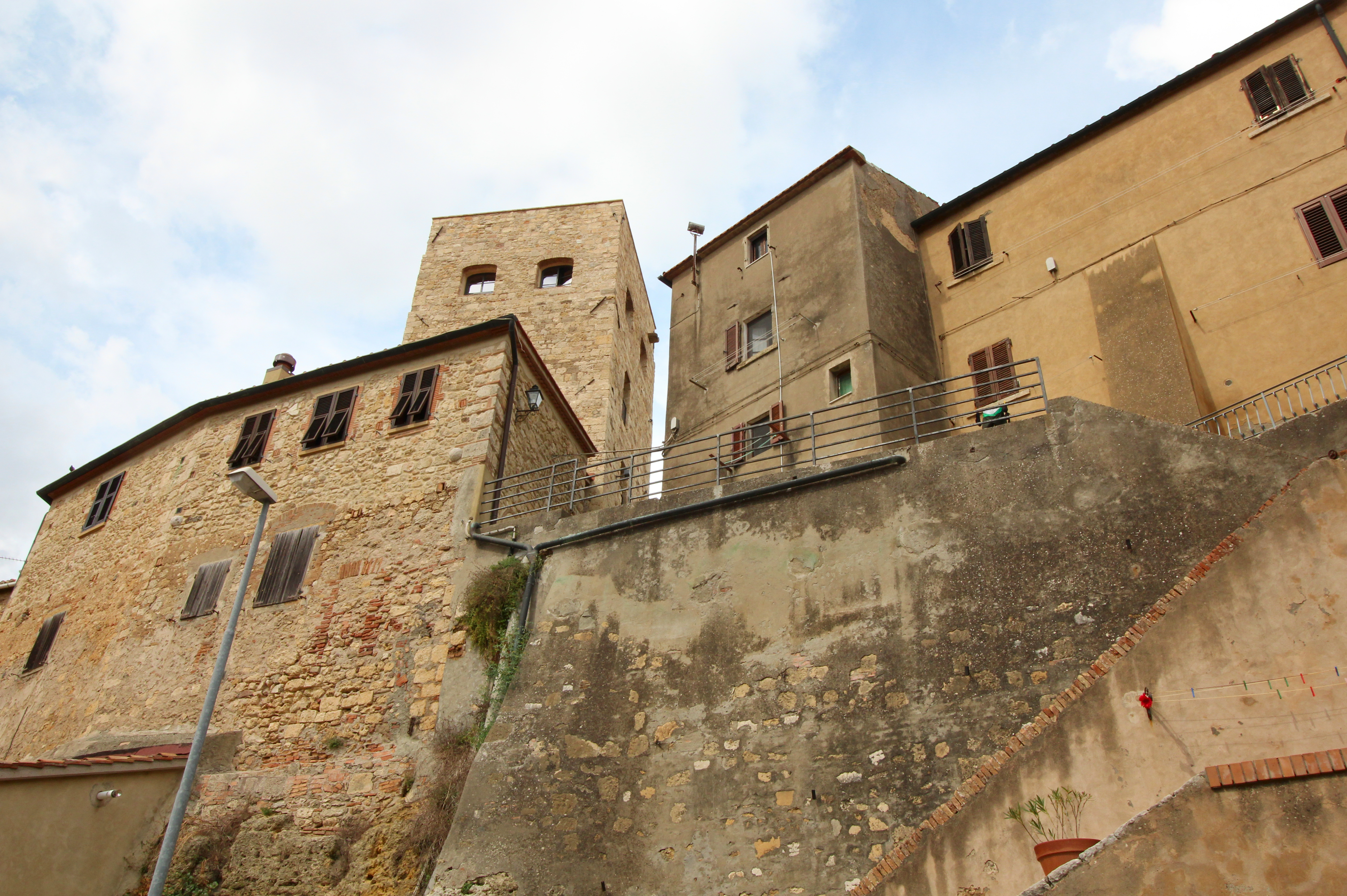
Teilstück der Stadtbefestigung
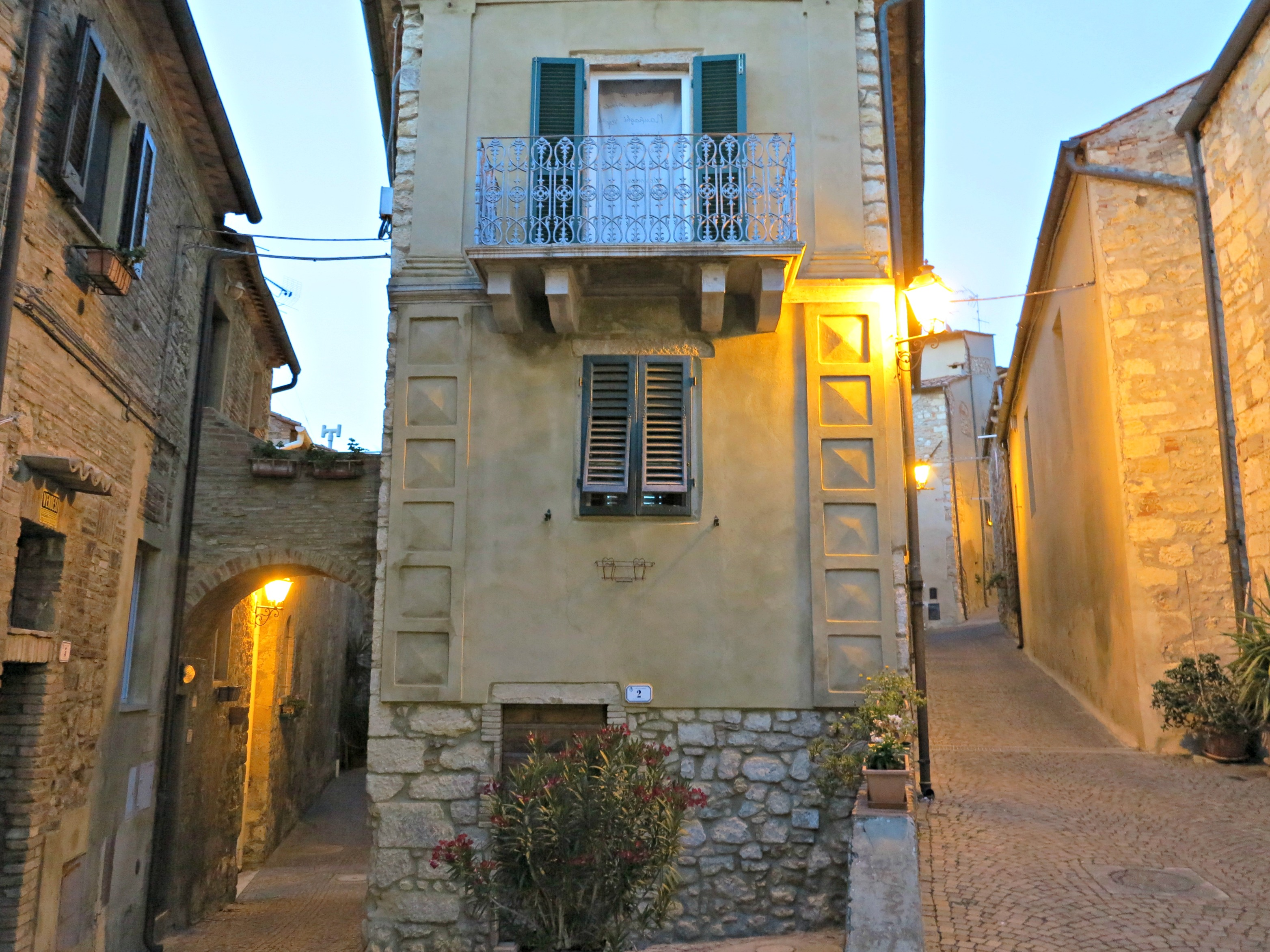
In der Altstadt
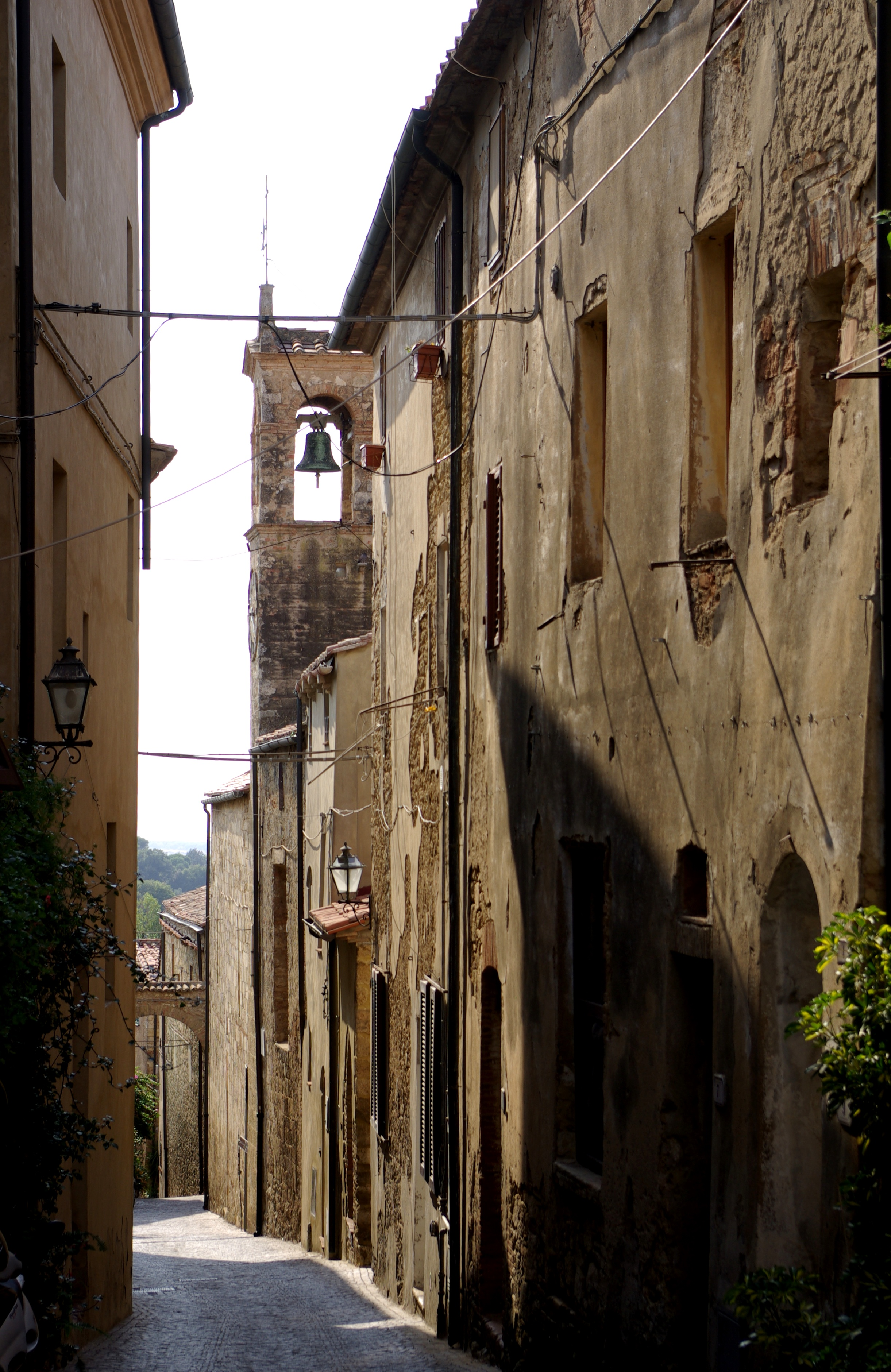
Blick auf die Pieve di Sant’Ilario
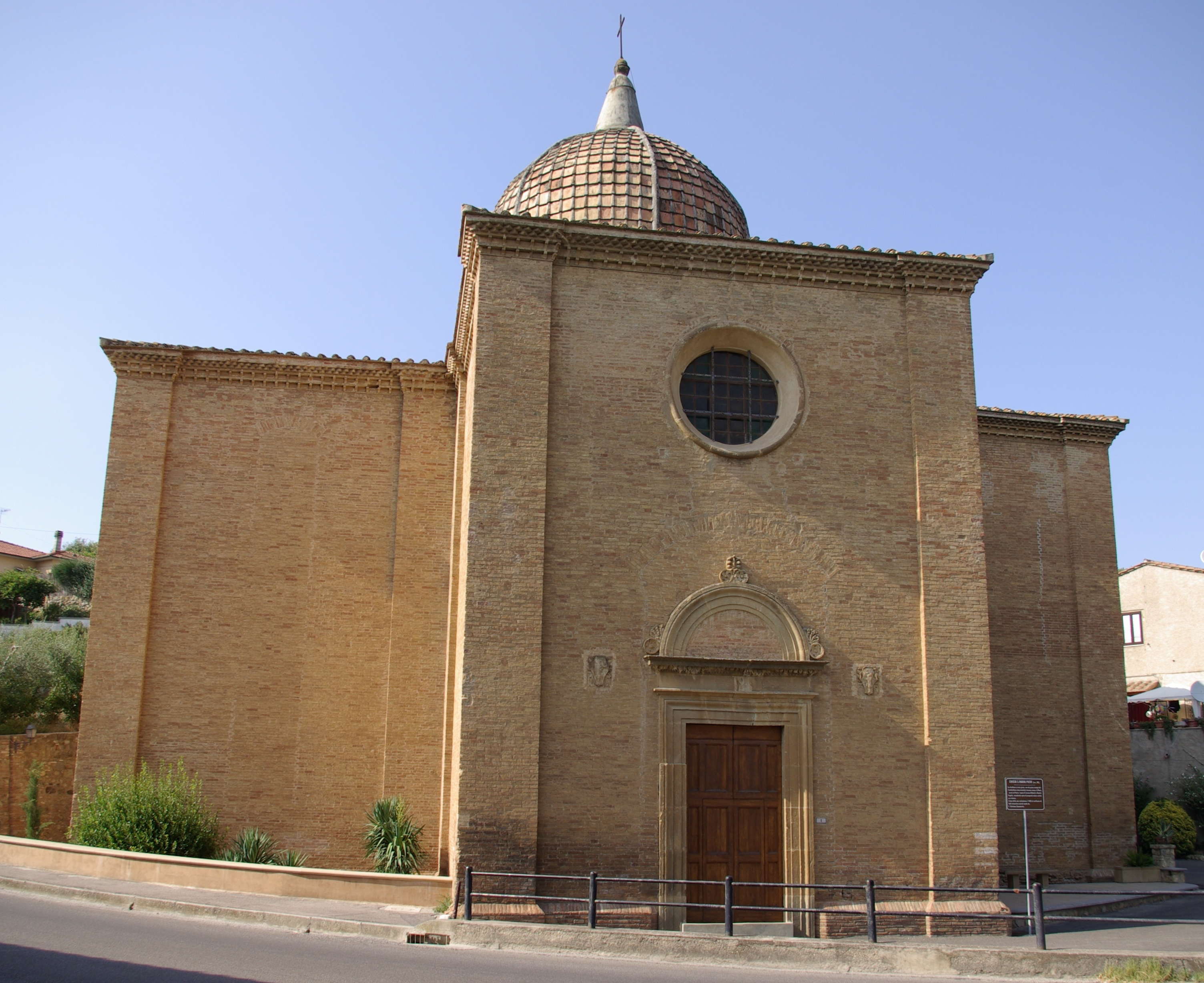
Chiesa di Santa Maria della Pieta
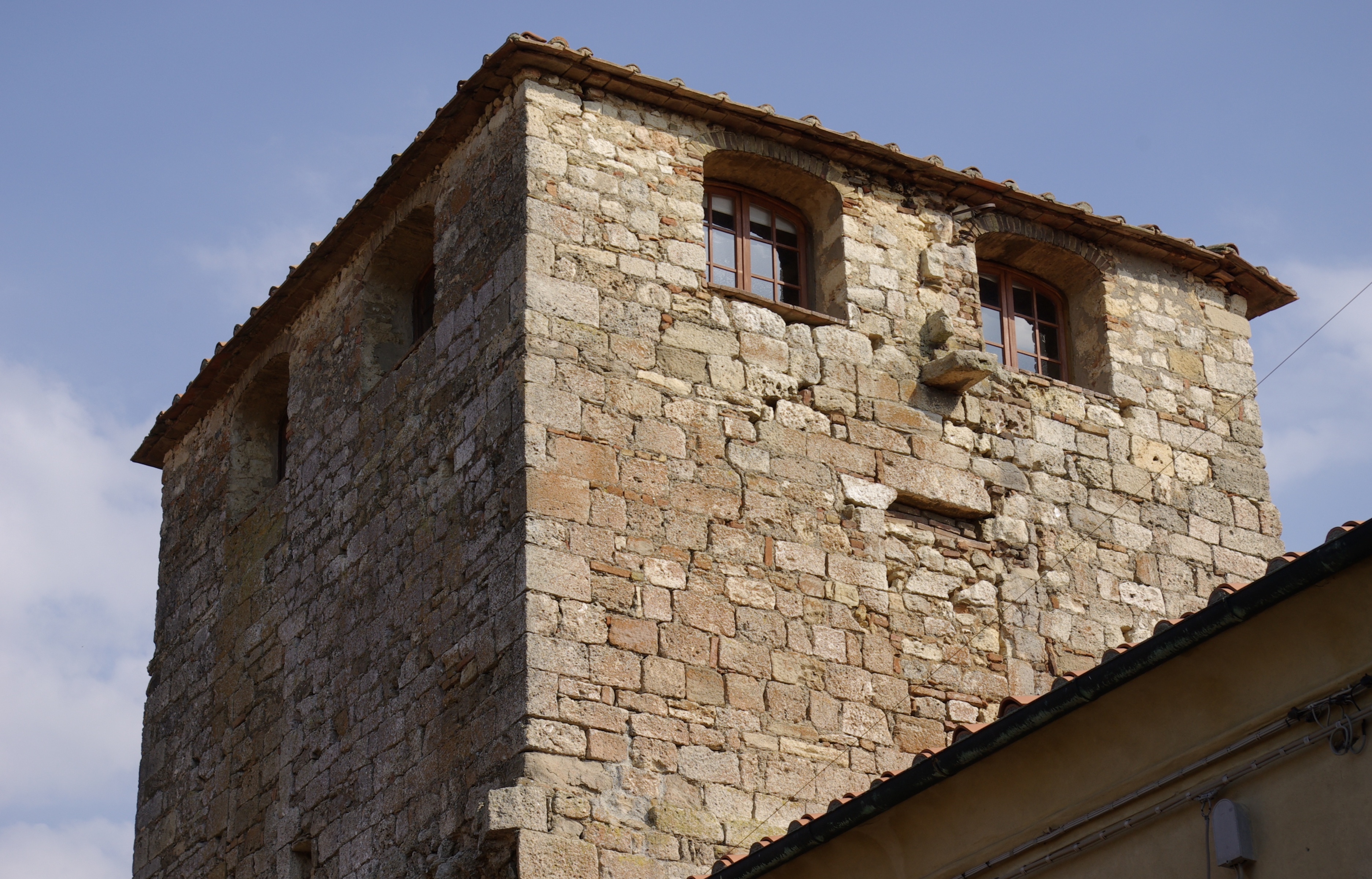
Torre di Bibbona
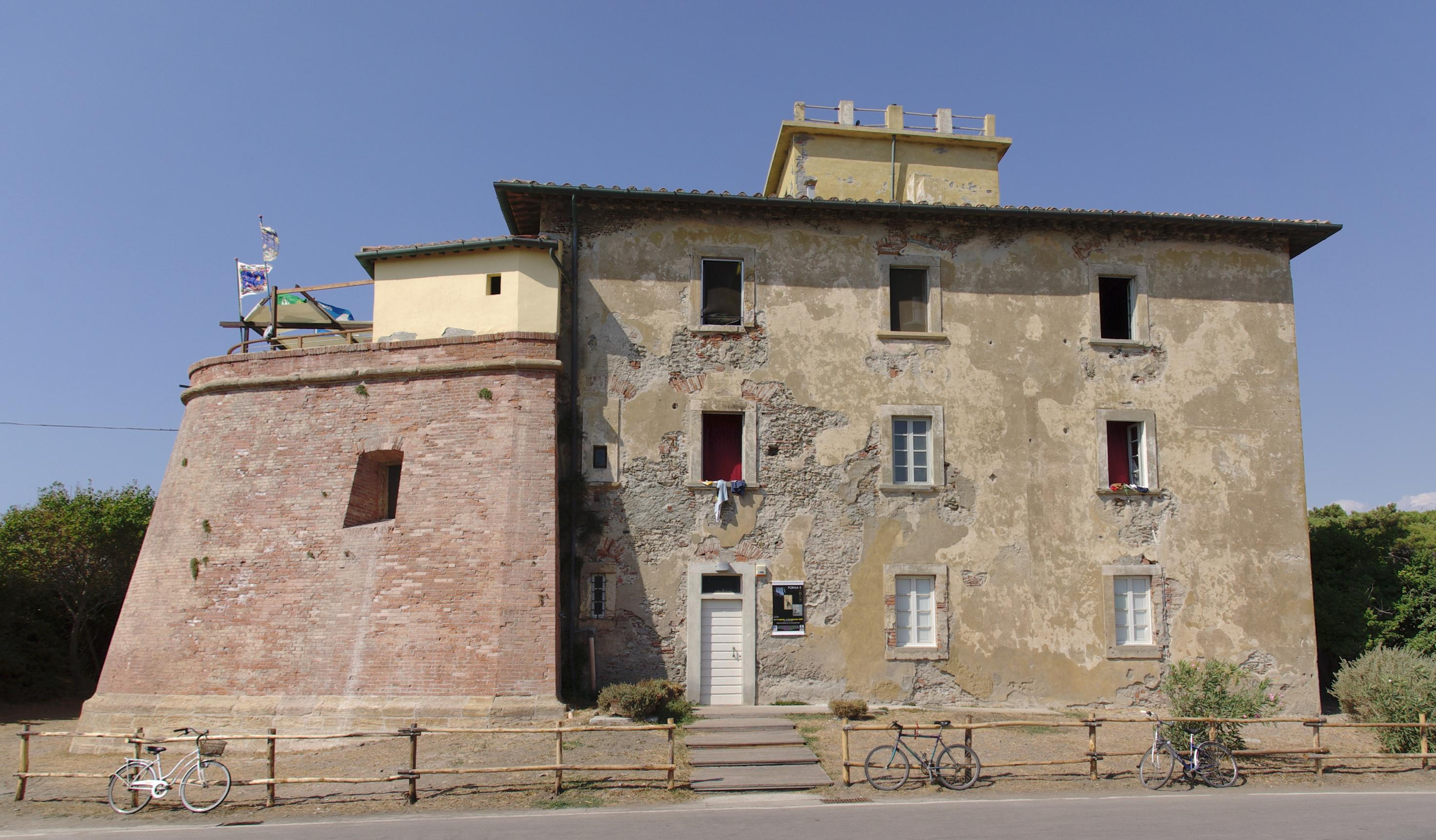
Forte di Bibbona
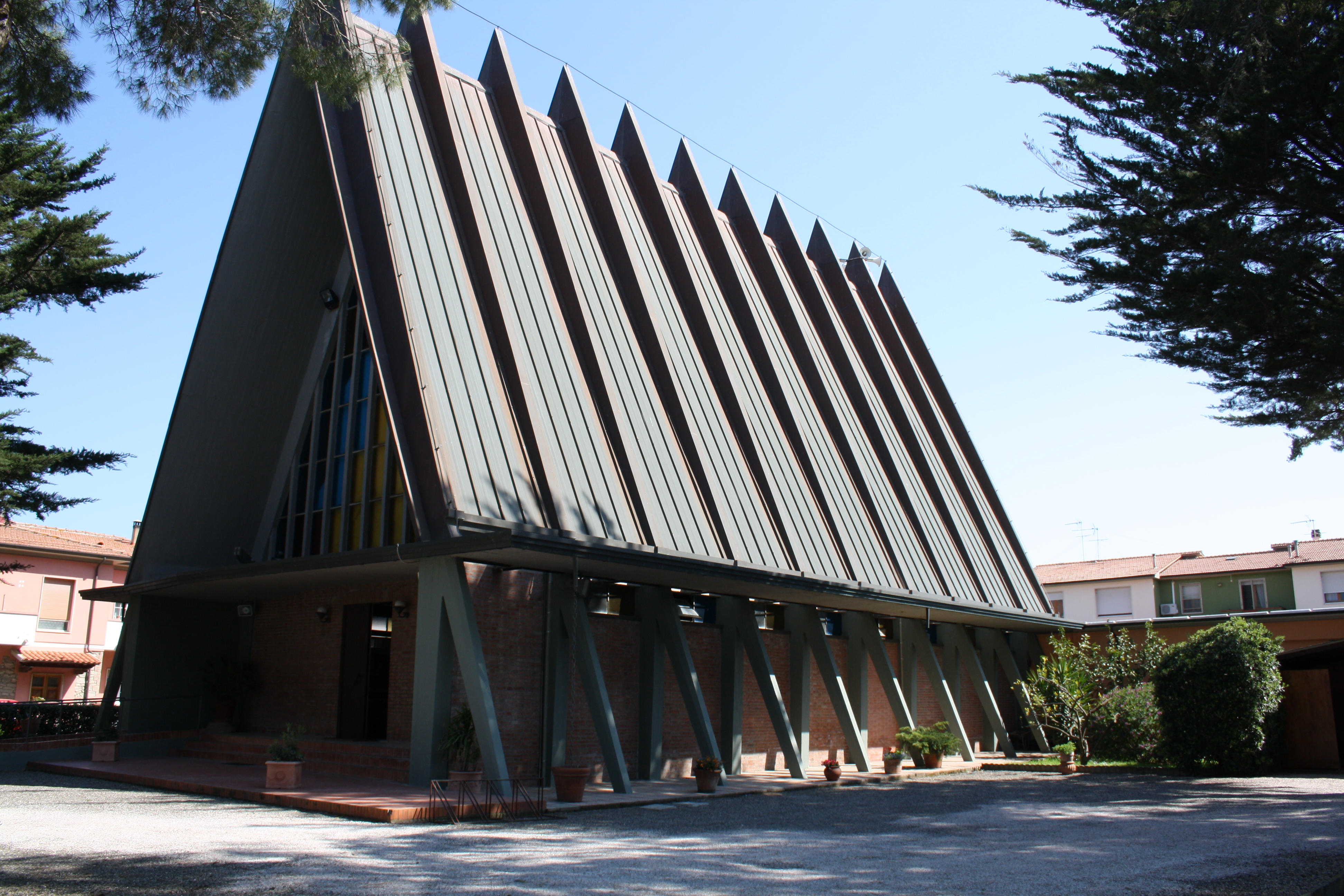
Nostra Signora di Fatima im Ortsteil La California